# Albertinaplatz
Der Albertinaplatz befindet sich im 1. Wiener Gemeindebezirk, Innere Stadt. Er wurde 1934 nach der grafischen Sammlung Albertina benannt, die sich im an den Platz angrenzenden Palais Erzherzog Albrecht befindet. Ein Teil des 1947 vergrößerten Platzes wurde 2009 Helmut-Zilk-Platz benannt.

## Lage und Charakteristik

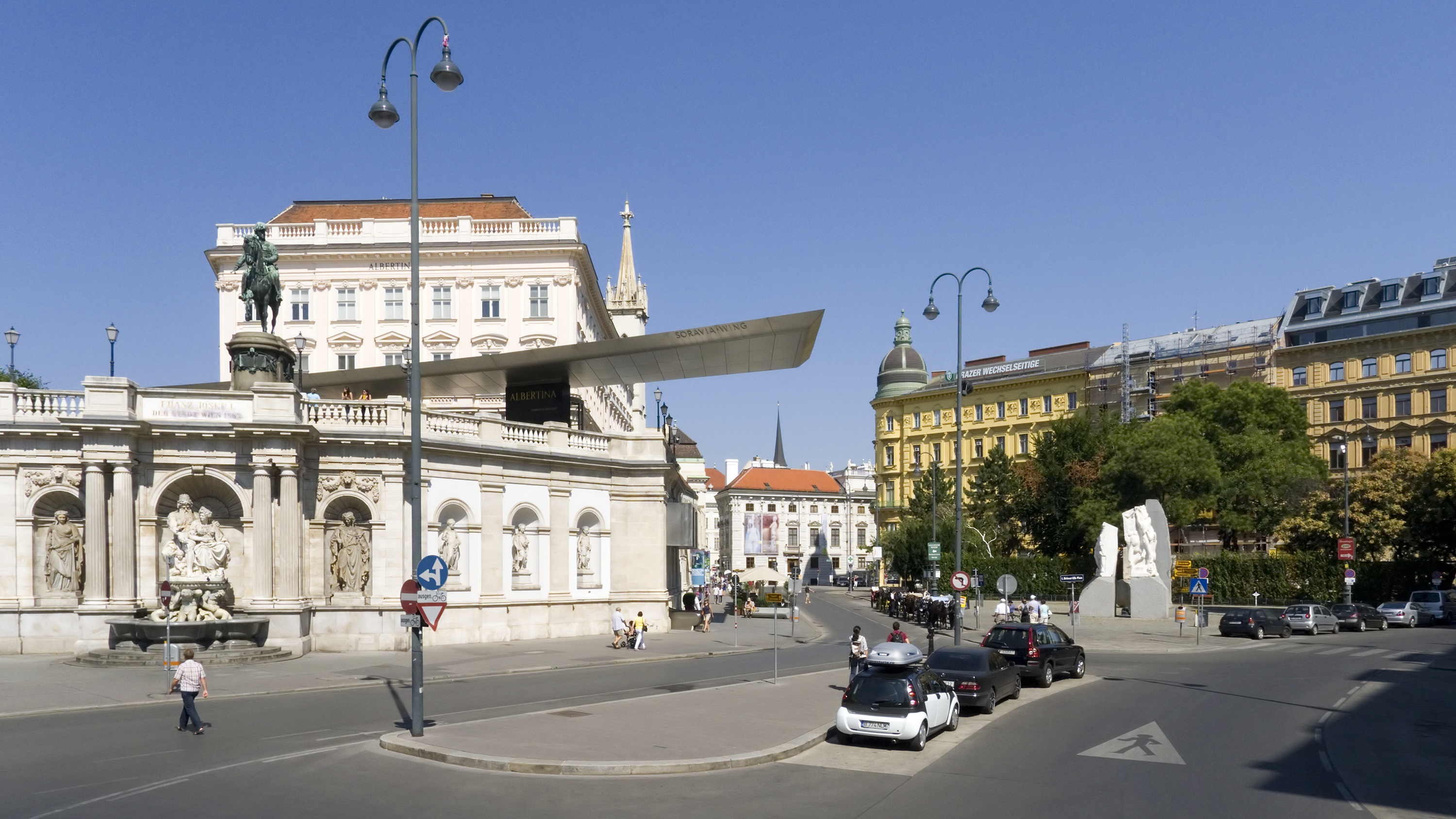
Der Albertinaplatz (nach Norden) im Vordergrund, dahinter um das Denkmal gegen Krieg und Faschismus der Helmut-Zilk-Platz

Der Albertinaplatz befindet sich an einer Kreuzung, an der sechs Straßen bzw. Gassen zusammentreffen (sie sind in der Infobox im Uhrzeigersinn, im Norden beginnend, angeführt). Die namensgebende Albertina mit ihrem basteiartig erhöhten Vorplatz, auf dem das Reiterdenkmal Erzherzog Albrechts steht und an dessen Vorderkante der Albrechtsbrunnen den Platz akzentuiert, wird offiziell mit der Adresse Augustinerstraße 1 geführt. Die Wiener Staatsoper grenzt mit der nordwestlichen Ecke ihrer Hinterseite an den Platz, der nur über zwei bestehende Ordnungsnummern (nichtamtlich: Hausnummern) verfügt:
- Nr. 2: Haus Ecke Maysedergasse 5 (mit Café Mozart samt Schanigarten)
- Nr. 3: Haus Ecke Philharmonikerstraße 6

Die Häuser Nr. 2 und Nr. 3 bilden ein Wohn- und Geschäftshaus im historistischen Stil des späten 19. Jahrhunderts, sind in das Hotel Sacher, Philharmonikerstraße 2–6, einbezogen und haben am Albertinaplatz nur Eingänge zu den Lokalen im Erdgeschoß.
Die Adresse Albertinaplatz 1 wird im elektronischen Stadtplan der Stadt Wien mit dem südlichsten Teil jenes Zwickels zwischen Augustinerstraße und Tegetthoffstraße identifiziert, auf dem sich bis 1945 der monumentale Philipphof befand. Seine Ruine wurde 1947 abgetragen, das Areal blieb seither unverbaut. Sein nördlicher Teil mit der Grünanlage und dem 1988 errichteten Mahnmal gegen Krieg und Faschismus, bis dahin zum Albertinaplatz gerechnet (die anrainenden Häuser führen Adressen der Tegetthoffstraße und der Führichgasse) wurde 2009 Helmut-Zilk-Platz benannt. (Wie bei einigen anderen Platzbenennungen der letzten Jahre wurde der Platz benannt, ohne die Adressen der Anrainer zu ändern.)
Der Albertinaplatz dient dem lokalen Autoverkehr als wichtige Querung. Nach der 1972 erfolgten Erklärung von Ring und Franz-Josefs-Kai zu Einbahnen im Uhrzeigersinn wurde der Straßenzug Augustinerstraße–Albertinaplatz–Operngasse bzw. Augustinerstraße–Albertinaplatz–Philharmonikerstraße–Walfischgasse Teil des gegenläufigen „Innenrings“. In den 1980er Jahren wurde dieser regionale Durchzugsverkehr beim Michaelerplatz unterbunden. Für den Radverkehr ist der Albertinaplatz als Verbindung zwischen Augustinerstraße und Operngasse wichtig; der Weg ist Teil einer Radroute quer durch die Innere Stadt. Das einzige öffentliche Verkehrsmittel auf dem Albertinaplatz war bis 15. Jänner 2012 die Autobuslinie 3A, die die Altstadt vom Schottenring zum Schwarzenbergplatz durchquerte; seit 16. Jänner 2012 ist es die Autobuslinie 2A, die von der U-Bahn-Station Neubaugasse im 7. Bezirk über MuseumsQuartier, Hofburg und Albertinaplatz zum Schwarzenbergplatz verkehrt. Die Fiaker haben auf dem Platz im Zuge der Augustinerstraße einen offiziellen Standplatz, wo sie auf Fahrgäste warten.

## Geschichte

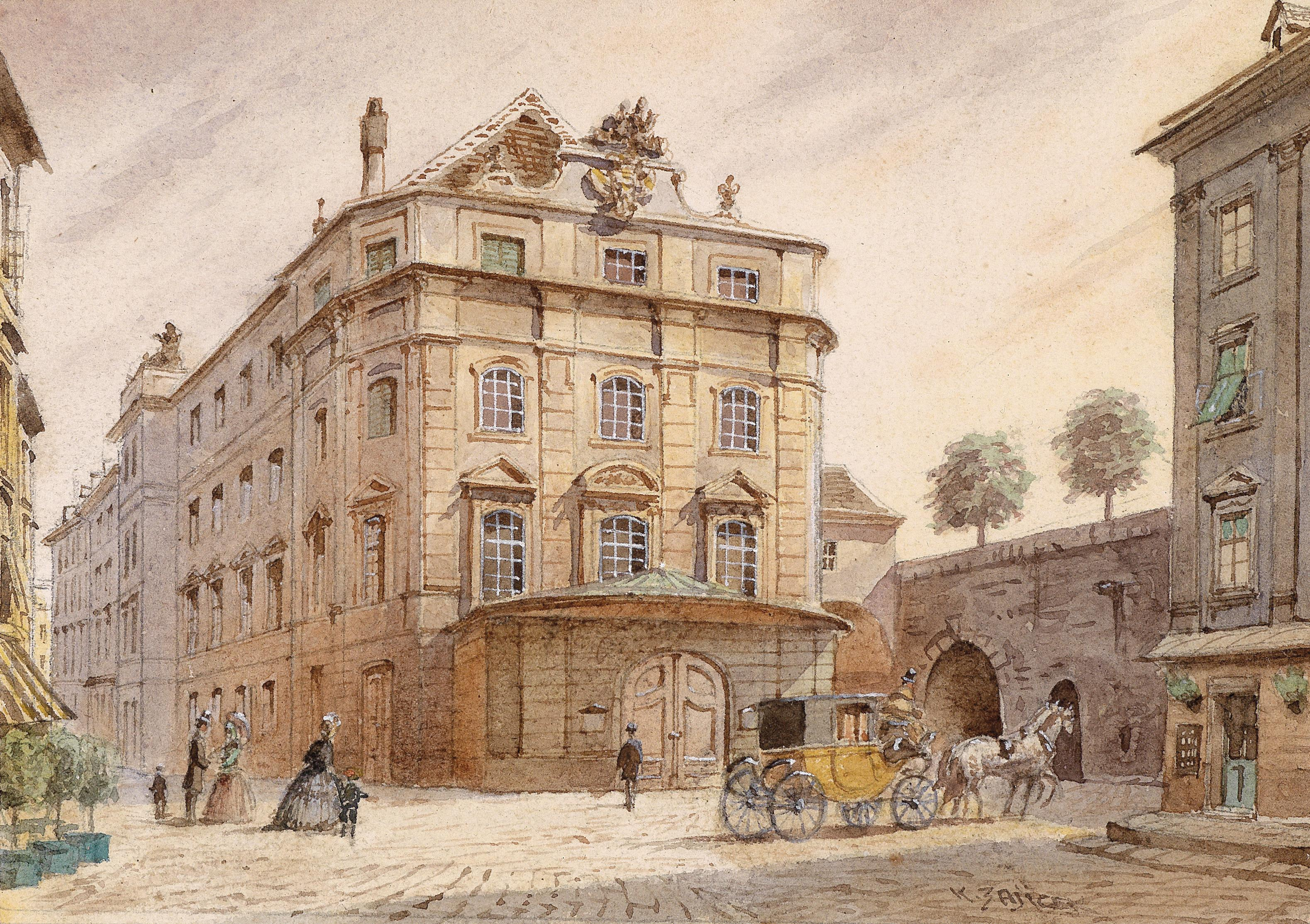
Das Ostende des damals Spitalplatz genannten Albertinaplatzes mit dem Theater am Kärntnertor, rechts das Neue Kärntnertor.

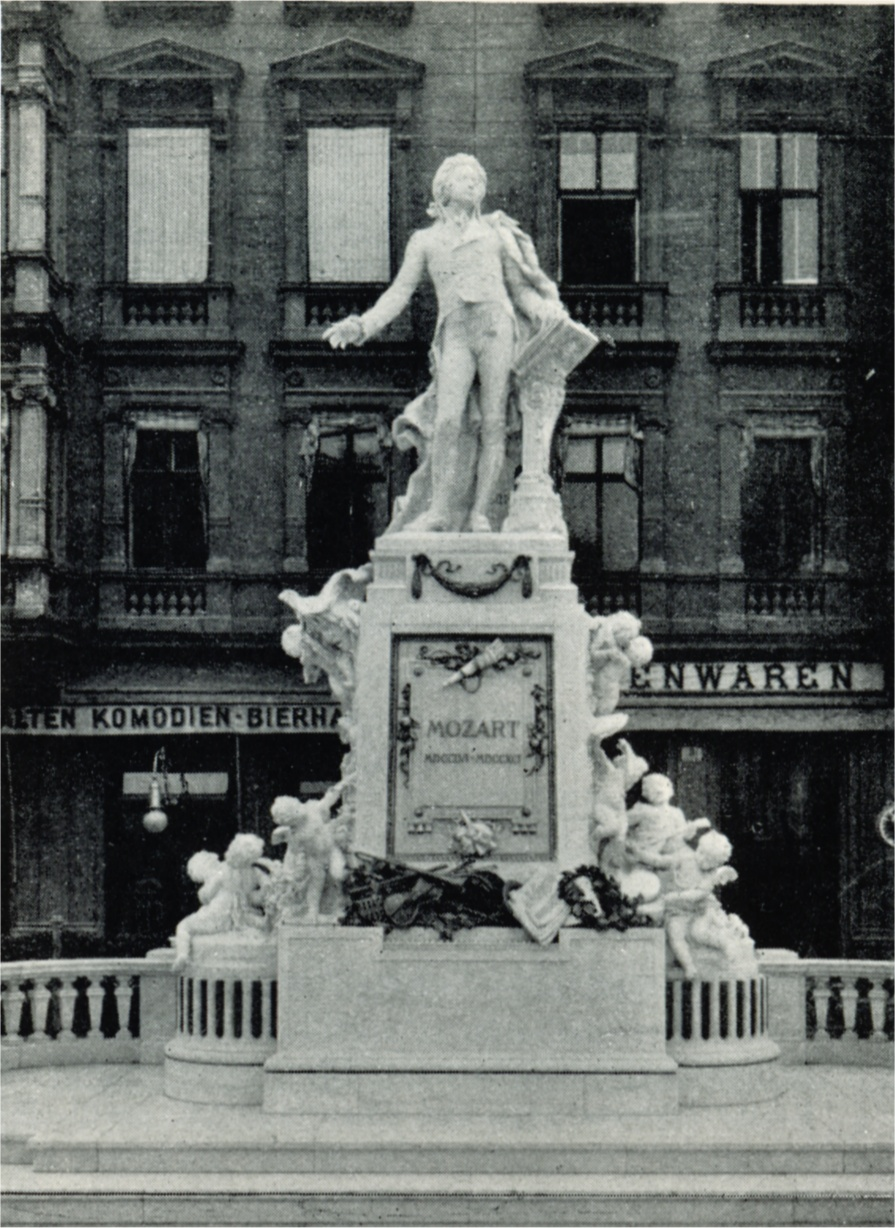
Das Mozart-Denkmal von Viktor Tilgner am ursprünglichen Standort auf dem Albrechtsplatz

Der Albertinaplatz hat eine lange Geschichte. Über das Areal verlief im Mittelalter die Wiener Stadtmauer, die im 16. Jahrhundert an dieser Stelle zur Kärntner- oder Augustinerbastei ausgebaut wurde. Stadteinwärts der Mauer befand sich das 1303 gegründete Kloster St. Clara mit einem Friedhof. Zwischen Kloster und Stadtmauer hielt man im 15. und 16. Jahrhundert den Rossmarkt ab, nach dem der Platz auch genannt wurde (1547). Als 1529 die Erste Wiener Türkenbelagerung stattfand, musste das bis dahin vor den Stadtmauern liegende Bürgerspital abgetragen werden. Es wurde in das ehemalige Kloster St. Clara verlegt, das wegen der Flucht der Nonnen vor der Türkengefahr leer stand.
Nördlich der heutigen Wiener Staatsoper errichtete man 1708–1709 das bedeutende Kärntnertortheater, das nach einem Brand 1761–1763 von Nikolaus Pacassi neu erbaut wurde. Auf der anderen Seite des Platzes entstand 1745–1747 das Palais Silva-Tarouca, das spätere Albrechtspalais. Zu jener Zeit (1776) hieß der Platz Am Kärntner Tor.
Nach der Eröffnung des Allgemeinen Krankenhauses 1784 wurde das Bürgerspital aufgelassen bzw. nach Sankt Marx übersiedelt. An seiner Stelle entstand 1784–1790 das sogenannte Bürgerspitalzinshaus, das größte Miethaus Wiens der damaligen Zeit, dessen Einkünfte dem Bürgerspital zugutekamen. Damals wurde auch die alte St.-Clara-Kirche abgerissen. Der Platz hieß damals (1797, 1829) Spitalplatz.
Nach dem 1857 publizierten Entschluss Kaiser Franz Josephs I., die Wiener Stadtmauer abzutragen und an ihrer Stelle die Wiener Ringstraße mit den sie umgebenden Neubauten zu errichten, wurde das Areal stark verändert: 1858–1863 wurde die Bastei entfernt, 1870 das Kärntnertortheater und 1873–1875 das Bürgerspitalzinshaus abgerissen. An ihrer Stelle entstanden historistische Wohn- und Geschäftshäuser sowie 1864–1869 die Albrechtsrampe mit dem Albrechts- oder Danubiusbrunnen. 1861–1868 entstand die Wiener Staatsoper, 1884 der Philipphof.
Der neu entstandene, kleine Platz am Kreuzungspunkt der umliegenden Gassen wurde seit 1877 nach dem erzherzoglichen Palais Albrechtsplatz genannt. 1896 errichtete Viktor Tilgner das Mozart-Denkmal auf dem Albrechtsplatz (Standort etwa vor den Häusern Albertinaplatz 2 und 3), das seit 1953 im Burggarten steht. 1899 schuf Caspar von Zumbusch auf der Albrechtsrampe das große Reiterstandbild des Erzherzog-Albrecht-Denkmals. Im Roten Wien hieß der Platz von 1920 an Revolutionsplatz; im diktatorischen Ständestaat wurde der Name 1934 auf Albertinaplatz geändert.
Am 12. März 1945 wurde die Gegend um den Albertinaplatz durch Bombentreffer schwer verwüstet. Der anstelle des Bürgerspitalzinshauses errichtete Philipphof, ein Wohn- und Geschäftshaus, das 1883–1884 von Karl König erbaut worden war, besaß einen großen Luftschutzkeller, in den viele Menschen während der Bombenangriffe geflüchtet waren. An besagtem Tag wurde auch der Philipphof getroffen und zerstört, wobei etwa 300 Menschen im Luftschutzkeller getötet wurden. Der Hof geriet in Brand; viele Menschen sollen durch siedend heißes Löschwasser der Feuerwehr zu Tod gekommen sein. Da nur etwa 150 Leichen geborgen werden konnten, beschloss man, den Platz nicht mehr zu verbauen.
Der frühere Bauplatz zählte ab 1947 zum Albertinaplatz und wurde 1973 durch eine Grünfläche vergrößert. 1988 entstand hier das Mahnmal gegen Krieg und Faschismus von Alfred Hrdlicka. Dieser Teil des Platzes wurde 2009 Helmut-Zilk-Platz benannt, da sich Bürgermeister Zilk besonders für die Errichtung dieses anfangs umstrittenen Mahnmals eingesetzt hatte.

## Verbauung

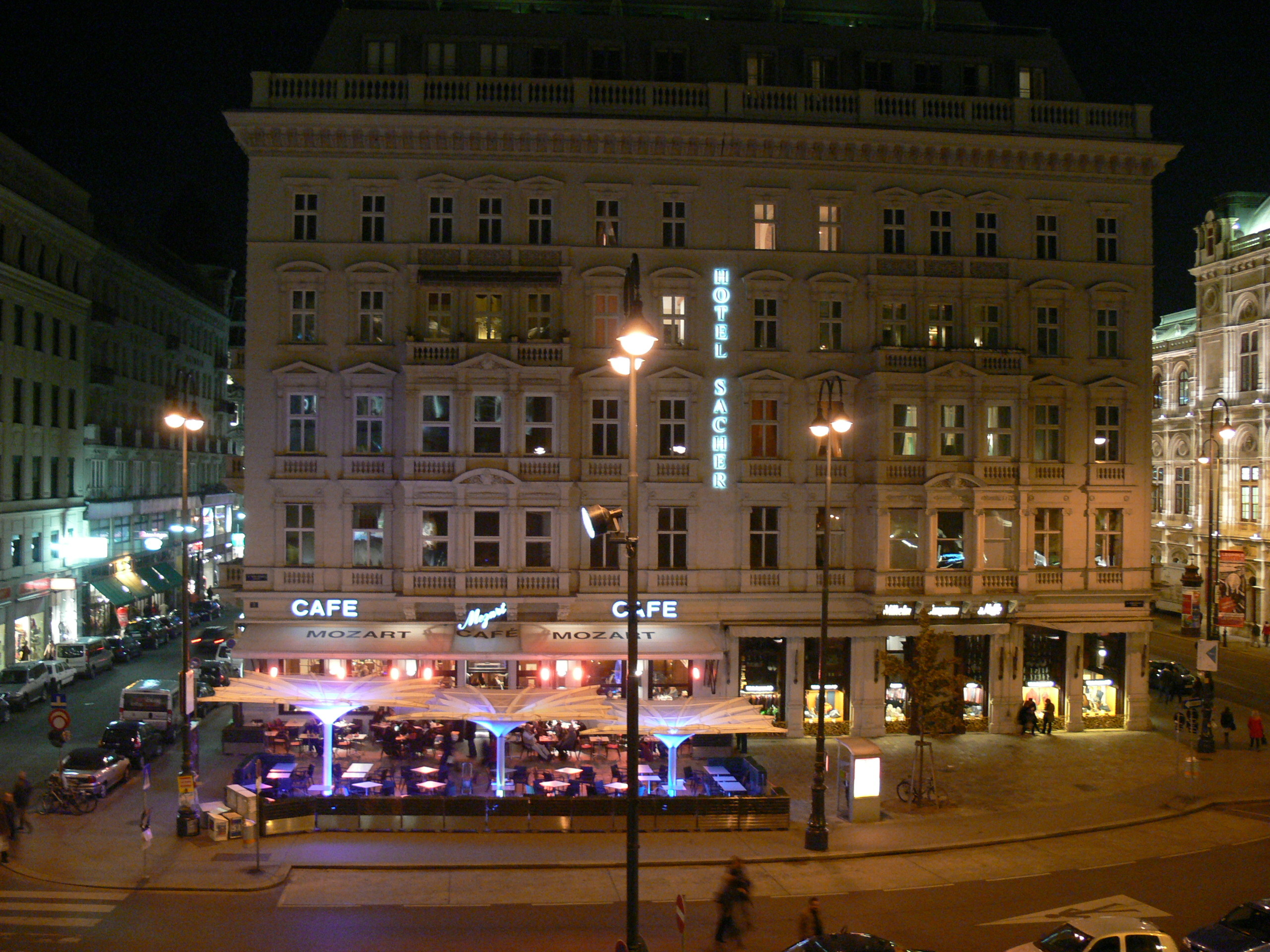
Café Mozart bei Nacht

### Nr. 2, 3: Wohn- und Geschäftshaus
Das 1873 von Anton Baumgarten errichtete historistische Wohnhaus auf zwei Bauplätzen in Formen der Wiener Neorenaissance ist an drei Seiten freistehend und hat die Hauptadresse Philharmonikerstraße 6. (In den oberen Geschoßen befinden sich Räumlichkeiten des Hotels Sacher, daher bestehen am Albertinaplatz keine Hauseingänge zu Stiegenhäusern.) An der Seite zum Albertinaplatz sind zweigeschoßige, halbsäulen- und pilastergegliederte Erker zu sehen. Im Haus Nr. 2 befindet sich das Café Mozart. Bereits im Bürgerspitalzinshaus hatte sich das Café Katzmayer befunden. Nach der Errichtung des Neubaus wurde erneut ein Kaffeehaus eröffnet, in dem vor allem Künstler aus der nahegelegenen Staatsoper verkehrten. 1929 erhielt es seinen heutigen Namen, da zu jener Zeit noch das Mozart-Denkmal auf dem Platz davor stand. Es spielte eine Rolle in dem Roman „Der dritte Mann“ von Graham Greene und dem gleichnamigen Film. Auf Nr. 3 befindet sich das traditionsreiche und wegen seiner Inneneinrichtung denkmalgeschützte Bekleidungsgeschäft Wilhelm Jungmann & Neffe.

### Albrechtsbrunnen

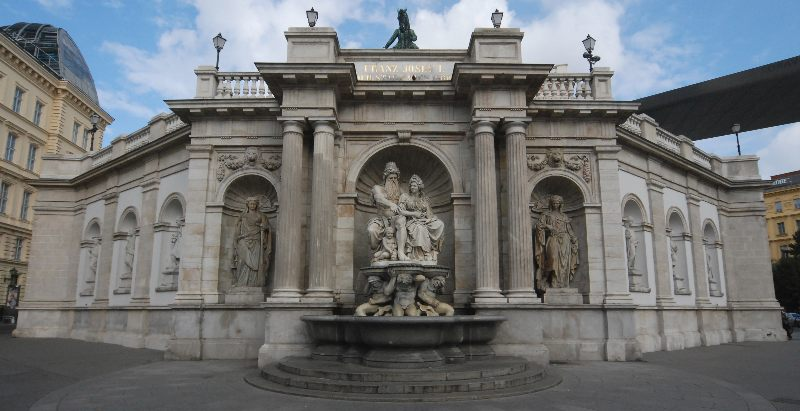
Albrechtsbrunnen

Der auch Danubiusbrunnen genannte denkmalgeschützte Wandbrunnen befindet sich an der Stirnseite der Albrechtsrampe und wurde 1864–1869 nach Plänen von Moritz von Löhr errichtet. In den schauwandartig angeordneten Nischen stehen Skulpturen von Johann Meixner, die in der Mitte die Allegorien von Donau und Vindobona, in den Nischen daneben die Allegorien großer Nebenflüsse der Donau darstellen.